# Намібія на Чемпіонаті світу з водних видів спорту 2015
Намібія взяла участь у Чемпіонаті світу з водних видів спорту 2015, який пройшов у Казані (Росія) від 24 липня до 9 серпня.

## Плавання
Намібійські плавці виконали кваліфікаційні нормативи в дисциплінах, які наведено в таблиці (не більш як 2 плавці на одну дисципліну за часом нормативу A, і не більш як 1 плавець на одну дисципліну за часом нормативу B):
Чоловіки
| Спортсмен          | Дисципліна           | Попередній заплив | Попередній заплив | Півфінал        | Півфінал        | Фінал           | Фінал           |
| Спортсмен          | Дисципліна           | Час               | Місце             | Час             | Місце           | Час             | Місце           |
| ------------------ | -------------------- | ----------------- | ----------------- | --------------- | --------------- | --------------- | --------------- |
| Лушано Лампрехт    | 100 м на спині       | 59.77             | 56                | Завершив виступ | Завершив виступ | Завершив виступ | Завершив виступ |
| Лушано Лампрехт    | 200 м на спині       | 2:08.14           | 35                | Завершив виступ | Завершив виступ | Завершив виступ | Завершив виступ |
| Александер Скіннер | 100 м вільним стилем | 54.05             | 86                | Завершив виступ | Завершив виступ | Завершив виступ | Завершив виступ |
| Александер Скіннер | 200 м вільним стилем | 2:01.01           | 75                | Завершив виступ | Завершив виступ | Завершив виступ | Завершив виступ |

Жінки
| Спортсменка       | Дисципліна     | Попередній заплив | Попередній заплив | Півфінал         | Півфінал         | Фінал            | Фінал            |
| Спортсменка       | Дисципліна     | Час               | Місце             | Час              | Місце            | Час              | Місце            |
| ----------------- | -------------- | ----------------- | ----------------- | ---------------- | ---------------- | ---------------- | ---------------- |
| Даніела Ліндемаєр | 100 м брасом   | 1:12.07           | 47                | Завершила виступ | Завершила виступ | Завершила виступ | Завершила виступ |
| Даніела Ліндемаєр | 200 м брасом   | 2:35.17           | 39                | Завершила виступ | Завершила виступ | Завершила виступ | Завершила виступ |
| Занре Обергольцер | 100 м на спині | 1:04.09           | 45                | Завершила виступ | Завершила виступ | Завершила виступ | Завершила виступ |
| Занре Обергольцер | 200 м на спині | 2:08.14           | 35                | Завершила виступ | Завершила виступ | Завершила виступ | Завершила виступ |